# Chabo

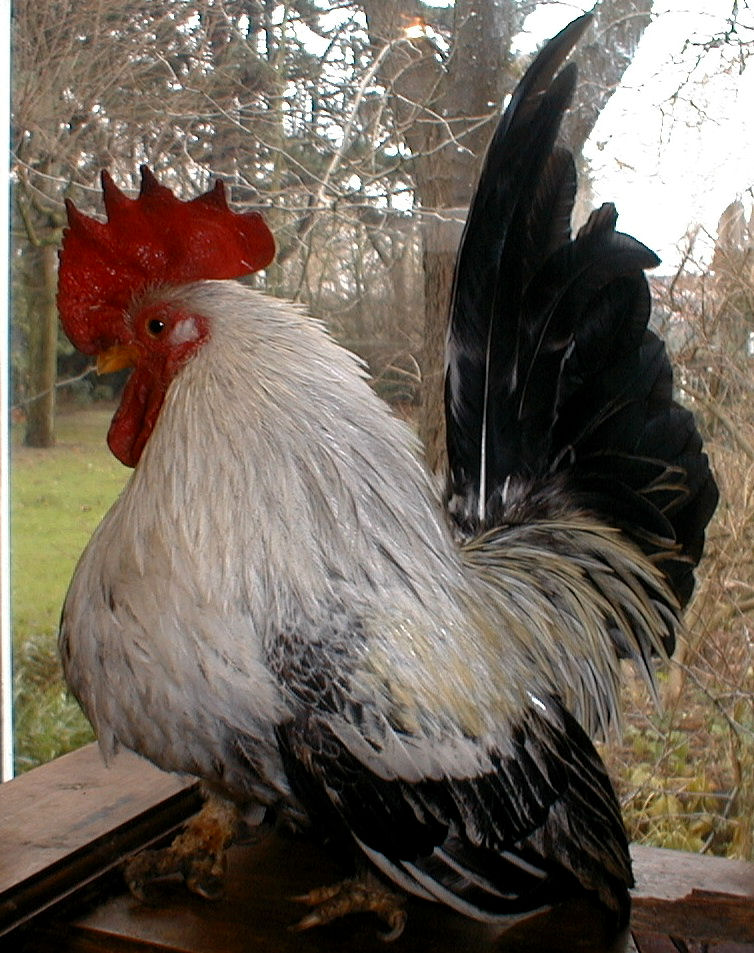
Kogut Chabo

Chabo – rasa kur ozdobnych z grupy karłów właściwych.

## Rys historyczny
Przywiezione z Chin do Japonii ok. 1630 roku. Do Anglii sprowadzone przez Woodcooka w 1850 r.

## Wygląd
Krótki tułów, bardzo długi ogon i duże dzwonki, a także grzebień. Wyjątkowo krótkie nogi, chabo ledwo się poruszają. Oczy brązowe. Występują w odmianach jedwabistej, szurpatej (lokowanej) i gładkopiórej. Rodzaje chabo to m.in. daruma, japońskie, tajlandzkie i taikan.

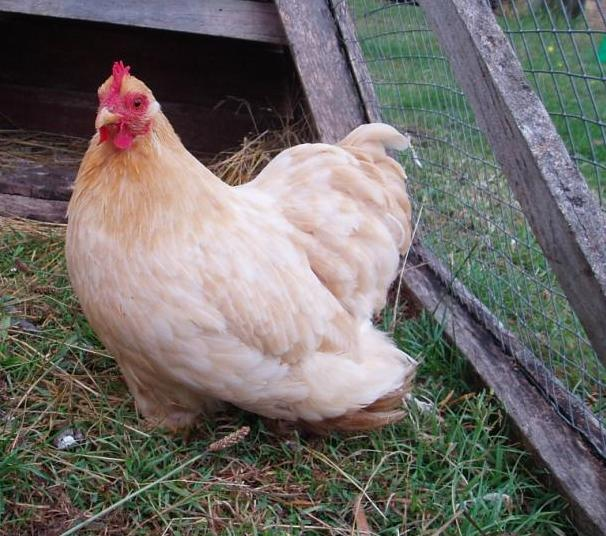
Kura chabo

### Odmiany barwne
Rozróżnia się wiele odmian barwnych chabo.
- czerwonosiodła
- kuropatwiana
- złotoszyja
- srebrnoszyja
- srebrzysta
- pszeniczna
- biała z czarnym ogonem
- biała z niebieskim ogonem
- żółta z czarnym ogonem
- żółta z niebieskim ogonem
- czarna
- bursztynowa
- niebieska
- jastrzębiata
- żółte białoplamiste
- porcelanowa

### Masa ciała
- Kogut 0,6-0,7 kg
- Kura 0,5-0,6 kg